# Walraven van Brederode (1440-1490)

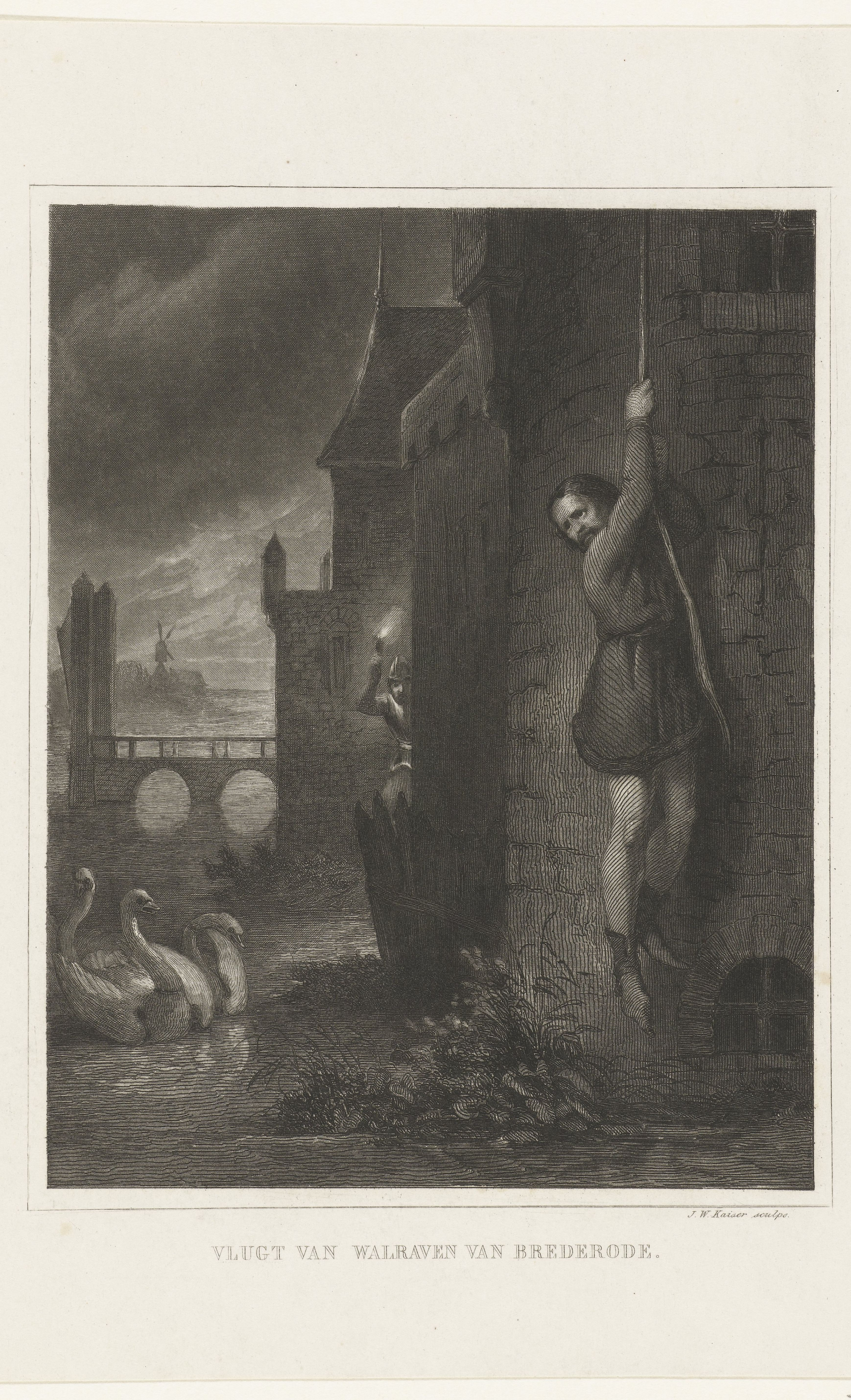
Vlucht van Walraven van Brederode, gravure Johann Wilhelm Kaiser uit ± 1846.

Walraven van Brederode bijgenaamd De Bastaard (± 1440 - ± 1490) was een edelman, gekend om zijn rol in de laatste fase van de Hoekse en Kabeljauwse twisten. Zijn voornaamste wapenfeit was zijn ontsnapping uit Kasteel Duurstede in 1470-71

## Levensloop
Hij was een zoon van de edelman Reinoud II van Brederode en geboren uit een relatie met een burgervrouw, mogelijk was dit Elisabeth Willems. Walraven komt in de periode 1455-56 voor het eerst voor als ambtsbekleder wanneer er een Schots schip vol met wol is aangestrand in Zandvoort. Hij krijgt dan een conflict met een schout uit Haarlem over wie het schip mag bergen, waarop Walraven wraak zweert tegen de Haarlemse bestuurders. In 1457 kwam het tot een treffen bij De Bilt waar een delegatie uit Haarlem werd vermoord, waaronder Nicolaas van Yperen, burgemeester van Haarlem en schout Gerrit van Noortwijck. Walraven werd hiervan verdacht en zijn vader Reinoud onthief hem uit zijn functie als ambtsman.
Op 16 juni 1470 werd hij samen met zijn vader gearresteerd op het kasteel Duurstede door David van Bourgondië, dit vanwege de nasleep van de Utrechtse Oorlog (1456-1458). In de vraag of Walraven betrokken was bij de aanslag op de Haarlemse bestuurders in De Bilt, kon hij alleen beantwoorden dat hij na al die jaren weer verzoend was met zijn vader en oom Gijsbrecht van Brederode. Over de andere drie beschuldigingen die tegen de heren van Brederode van kracht waren - een samenwerkingscomplot met Adolf van Gelre tegen Utrecht - Plundering van IJsselstein - en een Oproer binnen de stad Utrecht - kon Walraven niets anders formuleren als dat hij er niks van wist.
Walraven werd samen met Reinoud II, Gijsbrecht en Jan van Amerongen dagenlang op een verschrikkelijke manier gemarteld om tot een bekentenis te komen. Op een nacht wist Walraven de boeien van zijn pols te verwijderen, de spijlen van zijn verblijf om te buigen en de wacht te misleiden door een steen in het water te gooien, waarna hij zich met aaneengeknoopte lakens uit gevangenschap wist te bevrijden. Hij vluchtte naar het hof van Adolf van Egmont, waar hij veiligheid zocht.
Nadat Reinoud en Gijsbrecht respectievelijk in 1473 en 1475 waren overleden, vond hij weinig steun bij zijn stiefmoeder Yolande van Lalaing. Dat bracht hem er toe zich achter zijn verwant Reynier van Broeckhuysen te scharen, die in augustus 1477 Yolande uit het ouderlijk gezag wilde ontheffen om zich over haar kinderen Walraven en Frans te ontfermen. Na tussenkomst van de graaf van Horne werden beide partijen weer verzoend. In 1482 duikt hij weer op tijdens de Stichtse Oorlog, wanneer Vincentius van Zwanenborg de stad Vianen binnendringt met circa 300 krijgsmannen. Deze krijgsheer heeft nog enkele dagen nodig om het kasteel Batenstein als ook de Lekpoort te veroveren, in dit poortgebouw verdedigd Walraven zich tot hij zich na enige tijd door overmacht moet overgeven.
In april 1488 reist hij als deel van een 3 koppige commissie af naar Leuven, waar zijn halfbroer Frans wordt overgehaald om als leider van een Hoekse opstand te fungeren. Deze Jonker Fransenoorlog begon met de Inname van Rotterdam in november 1488 hij en zijn neven Joris van Brederode en Anthonis van Brederode volgen ook daar naar toe. Walraven nam deel aan de mislukte bestorming van Schoonhoven en de rest van de oorlog hield hij zich bezig met plunder- en levensmiddelen expedities, waaronder de Slag bij Overschie. Hij was aanwezig bij de capitulatie van Rotterdam op 25 juni 1489 waarop de Hoeken zich terug trokken naar Sluis. Op 23 augustus vind de Slag bij Brouwershaven plaats waarbij de Hoeken een poging proberen te doen om de Oorlog te hervatten, echter wordt Frans van Brederode zwaar gewond gevangen genomen en afgevoerd, van Walraven wordt daarna niks meer vernomen.